# Heliophanus patellaris
Heliophanus patellaris este o specie de păianjeni din genul Heliophanus, familia Salticidae, descrisă de Simon, 1901. Conform Catalogue of Life specia Heliophanus patellaris nu are subspecii cunoscute.